# 中國—柬埔寨關係
中柬關係，是指歷史上的中國和柬埔寨（包括中华人民共和国和柬埔寨王国）之間的雙邊關係。由于中国在柬越戰爭中对柬埔寨共产党的支持，在战争结束后，中华人民共和国同柬埔寨双边关系得到了显著加强。且中华人民共和国对诺罗敦·西哈努克亲王复辟也提供了支持，至今中华人民共和国和柬埔寨王国都保持着紧密的联系。而中國民間也將柬埔寨堅固的關係稱作“柬钢”。

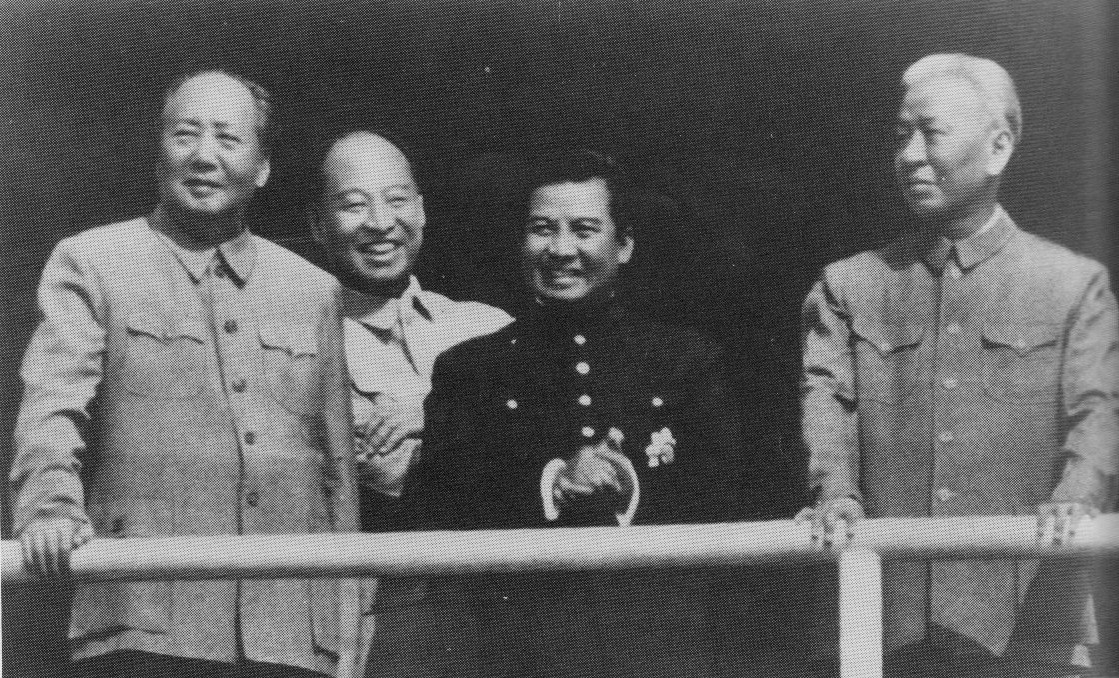
諾羅敦·西哈努克与北京政府领导人在一起。左起毛泽东、彭真、西哈努克、刘少奇

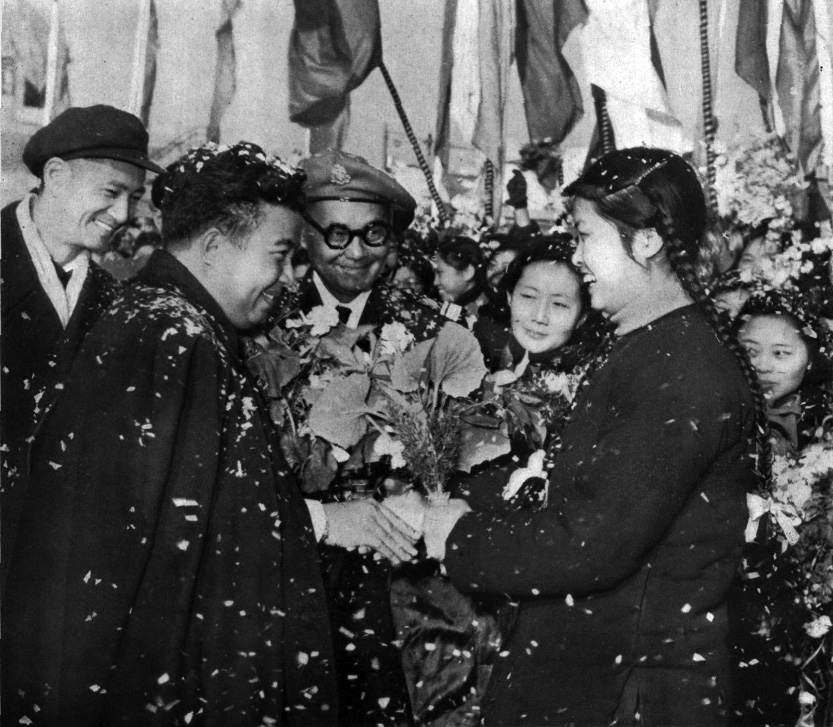
1956年2月14日西哈努克访问北京。

## 历史

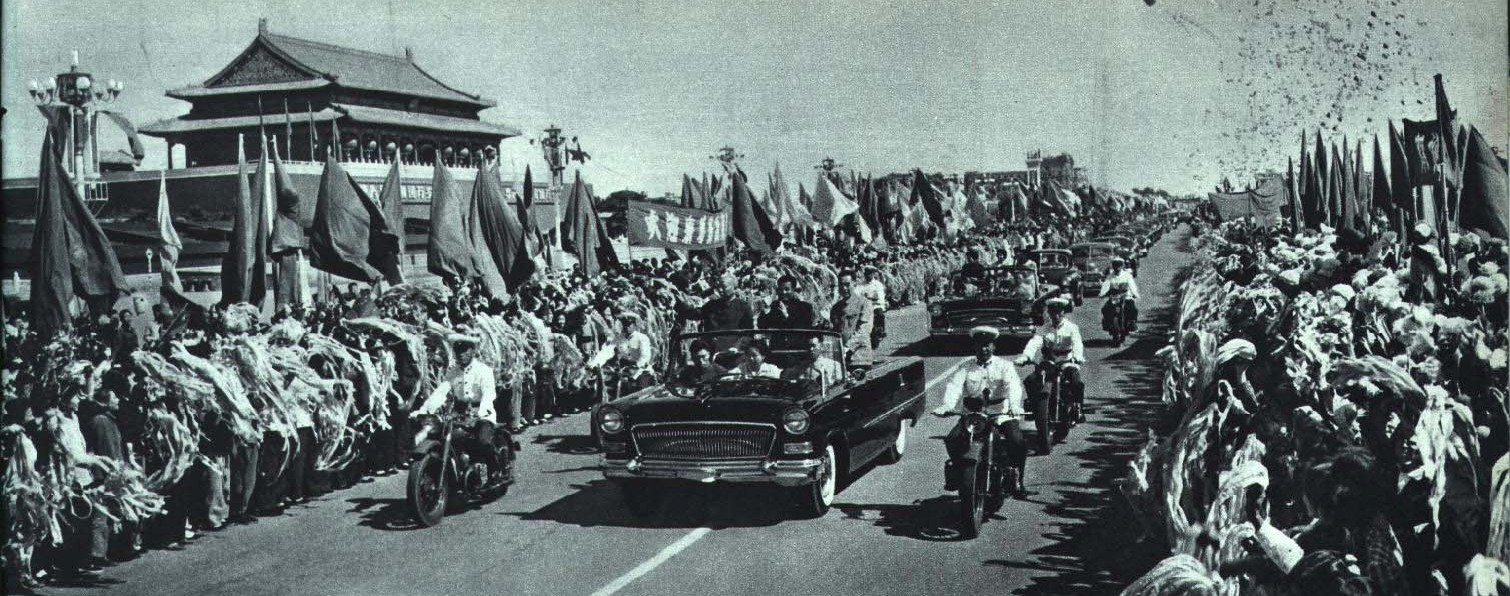
1964年9月27日 柬埔寨王国西哈努克亲王访问中国

柬埔寨地处中南半岛，古称扶南，是东南亚最早的印度化国家，历代与中国各王朝保持优好的关系，扶南国王僑陳如·闍耶跋摩于五世纪末遣使中国梁朝，并朝贡称藩，梁武帝萧衍赐封其为扶南国王，并赐名陈侨如，赐朝服，从此中柬关系日益加强，也几度掀起了不少中国人移民柬埔寨的潮流，而中国首次记录柬埔寨是在西汉王朝时期（公元前100年至公元100年）；最详实和最重要的记录，是在吴国（公元220–280年）时期由康泰和朱应编纂的书中。除此之外，如梁朝（公元502–556年）的历史书籍《梁书》、隋朝的历史书籍《隋书》和唐朝历史书籍《新唐书》、宋太宗时期的简要历史《太平御览》、《太平寰宇记》和《通典》的中国史料中一部分记载柬埔寨扶南、真腊、吴哥王朝的历史外传与中柬两国密切友好关系。
尽管中国同柬埔寨并无陆上边界，但两国在文化和经济关系上有悠久的历史。柬埔寨华人有850,000人以上，占总人口的3-5%，尽管受到红色高棉和越南人的歧视，他们仍是商业领域的杰出群体。20世纪七十至八十年代中国将柬埔寨视为对抗越南影响力的重要伙伴，在20世纪中期的柬埔寨内战中，中国支持西哈努克对抗朗诺政权。同时，毛泽东同西哈努克亲王及波爾布特建立了良好的关系。1960年5月，时任中国国务院总理周恩来访问柬埔寨。成为第一个访问柬埔寨的中华人民共和国高级领导人。1978年越南军队入侵柬埔寨，中国对红色高棉给予了极大的政治和军事援助。1979年再度为从红色高棉出逃的西哈努克提供了政治庇护，同时中国也为西哈努克提组建奉辛比克党和民主柬埔寨联合政府提供了支持。1979年的中国对越自卫反击战也一定程度对越军撤离柬埔寨产生了影响。

### 柬埔寨王国恢复后
经历了1993年柬埔寨恢复君主制及国名柬埔寨王国和1997年的柬埔寨危机，中国与柬埔寨王国都继续保持着密切的外交关系。而柬埔寨也基于一个中国政策，拒绝与中华民国有任何官方往来。
2010年12月15日，柬埔寨王国首相洪森访问中国，分别受到中共中央总书记、国家主席胡锦涛，中国国务院总理温家宝的会见，双方一致同意将两国外交关系升格为全面战略合作伙伴关系。
2022年11月8日至11日，中华人民共和国国务院总理李克强对柬埔寨王国进行正式访问。访问结束后两国政府发表联合公报，宣布加强两国在政治、军事、经济、文化等全方面的合作。

## 经济
中国是柬埔寨最大外资来源国和最大贸易伙伴。

### 贸易
| 年份   | 中国对柬出口 | 中国自柬进口 | 中柬进出口总额 | 中国对柬顺差 |
| ------ | ------------ | ------------ | -------------- | ------------ |
| 2015年 | 34.65        | 6.67         | 44.32          | 30.98        |
| 2016年 | 39.29        | 8.30         | 47.59          | 30.98        |
| 2017年 | 47.84        | 10.08        | 57.91          | 37.76        |
| 2018年 | 60.11        | 13.77        | 73.88          | 46.34        |
| 2019年 | 79.85        | 14.44        | 94.29          | 65.40        |
| 2020年 | 80.57        | 14.98        | 95.55          | 65.59        |
| 2021年 | 115.68       | 21.00        | 136.68         | 94.68        |

2022年1月1日，《中华人民共和国政府和柬埔寨王国政府自由贸易协定》正式生效实施，该协定正式生效后，中国出口柬埔寨的企业可享更多优惠关税待遇；自柬埔寨进口的多种产品也将获得中国进口关税减免。

### 投资
柬埔寨是中国一带一路建设的重要节点国家，其中位于西南省份西哈努克省的西哈努克城（西港）设有中柬两国政府认定的唯一中柬国家级经济特区，是“一带一路”的标志性项目。据中国驻柬埔寨大使馆透露，截至2022年6月，西港已引入54家来自美国、日本、意大利、法国、爱尔兰、中国及柬埔寨的企业，为当地9000余人解决就业问题。据“柬埔寨思想家”组织联合创办人索克维在《外交家》发表的文章，自2013年一带一路计划实施，中国人大量涌入西港，当地入口从最初8万人增长至2019年的25万。根据当地2019年7月发布的统计数字，西港90%企业由中国人拥有。这些企业涵盖赌场、地产及观光业，单是赌场截至2019年6月就大約有50座賭場正在興建。
不过2020年，COVID-19疫情在全球爆发，本身依赖跨境工作者的赌场业也遭到冲击，再加上金边政府于2020年元旦起以维护安全及公共秩序为由禁止一切线上线下赌场，赌场从业者难以为继，遂转型为获利更高的网络诈骗，形成了颇具规模的诈骗园区，受害者多为中国、台湾等地民众。据新加坡《联合早报》报道，当地有一个诈骗园区由20多栋约10层楼高的建筑组成，从外边看是非常普通的商业楼，但四周有高墙及带刺铁丝网包围。园区内餐馆、诊所、理发店、KTV等生活设施一应俱全，但大部分只开放给园区职员，所以里面的人也几乎与世隔绝。针对“中国人骗中国人”的事件，中柬两国于2019年成立中柬执法合作协调办公室，希望以此提升两国执法打击跨国犯罪的合作效率。在同年8月，中国警方派遣两架客机押送150名涉嫌电信网络诈骗的罪犯从柬埔寨回国受审，当中132人在西港被捕。而在2022年8月，台湾媒体报道约4000人台湾人被引诱到柬埔寨从事诈骗活动，遭受禁锢虐待、拐卖他处。对此，中国外交部表示正同当地使领馆及政府保持密切沟通，积极查找并解救相关人员，“全力维护包括香港同胞和台湾同胞在内的海外中国公民安全与合法权益”。
此外，西哈努克省还有浙江国际经济特区，在柬埔寨其他地方有位于柴桢省的齐鲁经济特区和桑莎经济特区、位于桔井省的斯努经济特区和位于磅清扬省的中柬金边经济特区。

### 承包劳务
据中国商务部统计，2023年中国企业在柬埔寨新签承包工程合同额约35.8亿美元，同比下降2.4%；完成营业额约23.9亿美元，同比增长6.2%。累计派出各类劳务人员2015人，年末在柬埔寨劳务人员4497人。

### 中商组织／中资银行
柬埔寨中国协会于1996年在原柬埔寨中资企业联谊会的基础上成立，现有会员超过500家。
中国银行、中国工商银行已在柬埔寨设立分行。

## 交流

### 僑民
明朝时，柬埔寨（真腊）国王遣使明朝朝贡，明太祖大悦，明太祖并列真腊为不征之国，明成祖时期，郑和下西洋，许多沿海中国人随之到东南亚各国经商，在柬国内，华人此时已有十万之众。
明末，许多不满清朝统治的华人逃亡于东南亚各国，柬埔寨磅湛省、菩萨省、戈公省、贡布省都有华人分布。其中鄚玖领部五千多人到柬，柬王国封其为河仙屋牙，来到下柬埔寨进行开发。后来鄚玖叛柬自立，向越南效忠。莫玖之子莫士麟统治河仙期间，还介入了柬王室内部王室夺位之争，协助乌迭二世夺位。乌迭为答谢他，割五府之地为酬谢。
1900年-1950年中国发生辛亥革命、日本侵华、国共内战，导致大批中国南方沿海各省的中国人下南洋，其中来到柬埔寨大多数为潮州府人，其次为广府人、海南人、客家人、福建人，并开发了柬埔寨苏翁、达克茂、乃良、贡布市、铁桥头等。

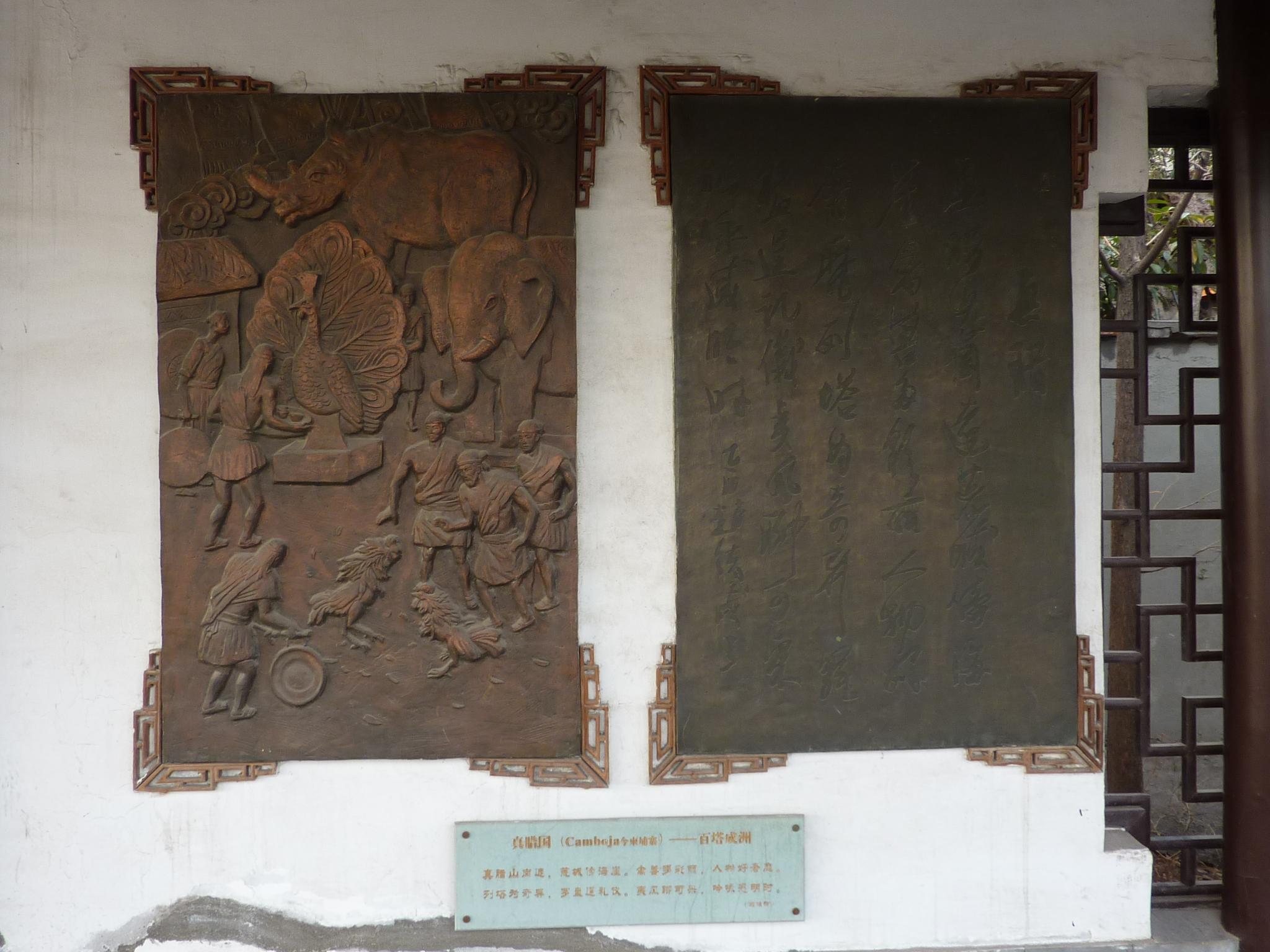
南京宝船遗址公园浮雕对郑和船队到达柬埔寨的描述

### 文化
因中国人移居柬埔寨历史悠久，自明清至民国时代，大批中国人转入柬埔寨谋生，并前者多为明朝遺臣遺民官兵，多是单身而来，且大多数娶本地柬埔寨女子为妻，繁衍后代，使部分柬埔寨人也拥有中国人的血统，同时也促进部分中华文化与整体柬埔寨文化融合，而后者因中国内战与日本侵略中国期间迫使大批广东福建沿海中国人举家迁居柬埔寨，他们的后代多数拥有合法柬埔寨国籍的华人，并成为柬埔寨经济，商业，军政要员，为发展柬埔寨贡献。
2015年2月10日晚，由中国驻柬埔寨大使馆、中共云南省委宣传部和柬埔寨新闻部联合主办的“中柬情·合家欢”2015中国-柬埔寨大型春节联欢晚会在金边钻石岛歌剧院隆重举行。柬埔寨首相洪森及夫人文拉妮亲王、副首相兼国防大臣迪班、副首相兼议会联络与监察部大臣梅森安、副首相尹才利等政要和王室成员及柬各界人士、外国驻柬使节等约3,000人现场观看了晚会。

## 军事

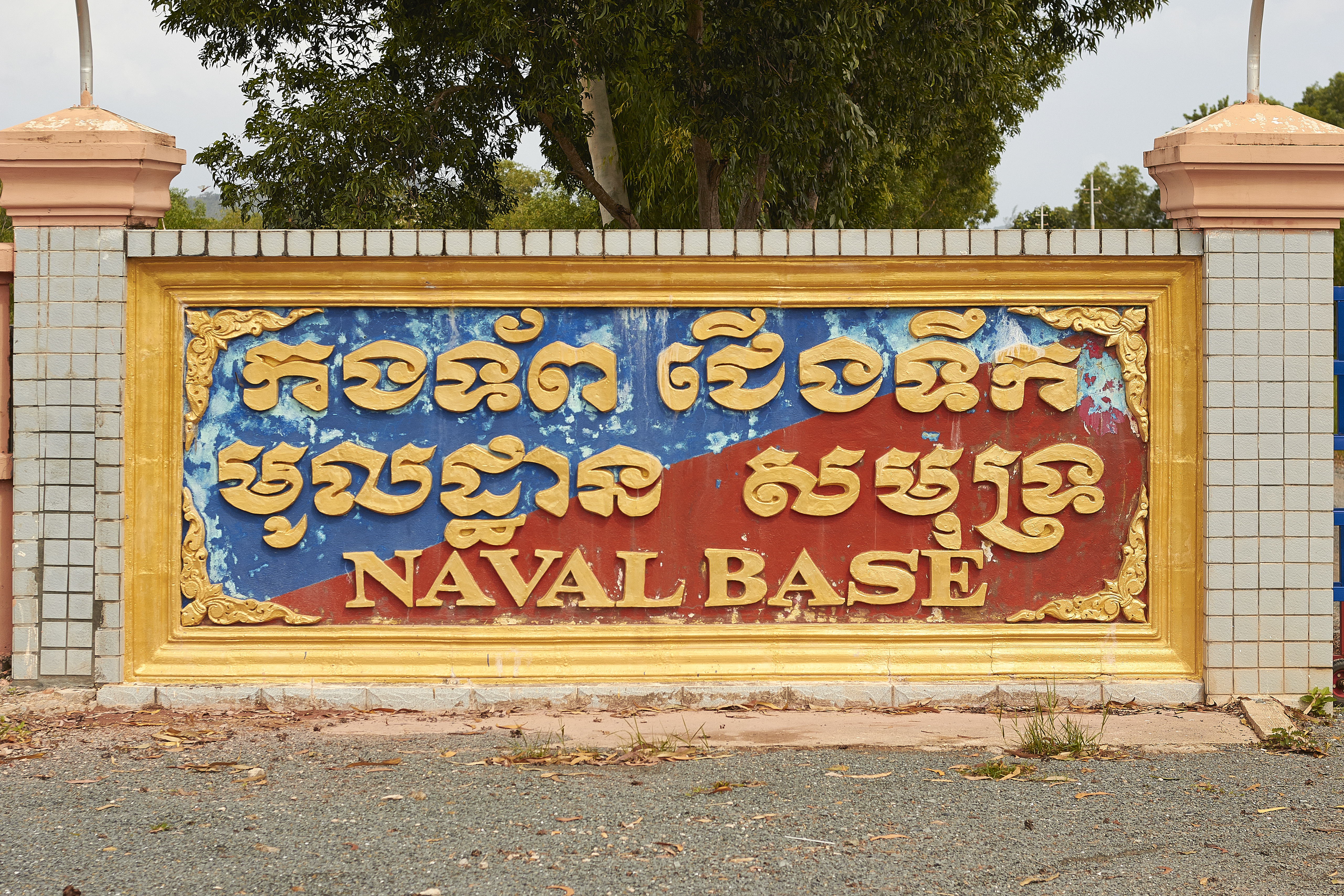
位于西哈努克省的云壤海军基地、由柬埔寨王家海军和中国人民解放军海军共有

2019年8月15日，美国印太司令部戰略計劃與政策副主任、陸軍准將沃威爾（Joel B. Vowell）在夏威夷對記者說，柬埔寨和中國正計劃在柬埔寨建立中國海軍基地。這個海軍基地將建在柬埔寨西哈努克省西哈努克市的雲朗海軍基地，讓中國海軍得以進入泰國灣的沿海深水地區。沃威爾說，“我們有資訊顯示，中國將會進行一些開發，加速在雲朗建立一個海軍基地”。“這顯示，他們希望在那裡建設某些東西，從設施到碼頭到房屋，從雲朗基地持續投放海軍作戰力量”。中國在柬埔寨的軍事拓展計劃是美國和地區盟友的“一大關切”。雲朗基地是面向泰國灣的深水港，可以直接進入南中國海。美國斯坦福大學亞太研究中心東南亞研究主任艾默生（Donald Emmerson）說，如果中國使用雲朗基地，將會“極其危險”。沃威爾准將還對中國在雲朗海軍基地以北70公里的戈公省（Koh Kong）建立一座機場和一個度假村表示擔憂。美國國防部就此在6月24日致函柬埔寨總理洪森和國防部長狄班，沒有得到回應。但雙方一直保持低層級的接觸。柬埔寨國防部一位發言人8月對美國之音說，已經在7月1日召見美國駐柬埔寨的一名武官，要求對信函做出解釋。發言人同時指出，柬埔寨憲法禁止中國在當地建立海軍基地。他說，“你如果想在柬埔寨使用一個海軍基地，我說最好還是使用海南島，因為那裡離中國更近，也有通往這裡的深水港。”
2022年6月8日，中国援助柬埔寨的云壤海军基地升级改造正式开工，中国驻柬埔寨大使王文天、柬埔寨副首相兼国防大臣狄班、中国驻柬埔寨大使馆武官汤浩、柬国防部物资与技术总局局长周披伦上将、地方政府代表和施工人员约2000人参加了开工仪式。王文天大使指责了“个别国家”对中柬正常合作的抹黑，“打着民主人权的幌子，对柬肆意实施单边制裁、蛮横操弄‘长臂管辖’、粗暴干涉柬方内政”。狄班副首相高度评价了双方的合作，感谢中方对柬埔寨的援助。
2023年3月23日，中柬“金龙-2023”联演开始仪式在柬埔寨王家军一训练基地举行。 9月18日，中柬“和平天使-2023”卫勤联合演习在金边展开全流程联合演练。

## 協定
| 日期       | 簽署                                                                                         |
| ---------- | -------------------------------------------------------------------------------------------- |
| 1996年7月  | 《中柬贸易协定》                                                                             |
| 1999年2月  | 《中柬文化协定》                                                                             |
| 1999年2月  | 《中柬旅游合作协定》                                                                         |
| 2000年11月 | 《中柬关于成立经济贸易合作委员会协定》                                                       |
| 2000年11月 | 《中柬农业合作谅解备忘录》                                                                   |
| 2004年4月  | 《中柬关于旅游规划合作的谅解备忘录》                                                         |
| 2010年2月  | 《中柬领事条约》                                                                             |
| 2010年8月  | 《关于柬埔寨精米及碎米输华的植物卫生要求议定书》                                             |
| 2010年8月  | 《关于柬埔寨木薯干输华的植物检验检疫要求议定书》                                             |
| 2018年3月  | 《关于给予柬97%税目输华产品零关税待遇的换文》                                                |
| 2018年3月  | 《中柬航空运输协定》                                                                         |
| 2018年3月  | 《中柬经济技术合作协定》                                                                     |
| 2018年3月  | 《中柬经济文化合作协定》                                                                     |
| 2018年3月  | 《中国国家知识产权局与柬埔寨工业及手工业部关于中国专利在柬埔寨登记生效的谅解备忘录》         |
| 2018年8月  | 《关于柬埔寨香蕉输华植物检疫要求的议定书》                                                   |
| 2020年6月  | 《中柬关于柬埔寨芒果输往中国植物检疫要求议定书》                                             |
| 2020年10月 | 《中华人民共和国政府和柬埔寨王国政府自由贸易协定》                                           |
| 2022年3月  | 《关于柬埔寨新鲜龙眼输华植物检疫要求议定书》                                                 |
| 2022年3月  | 《关于柬埔寨输华养殖水产品的检验检疫和兽医卫生要求议定书》                                   |
| 2022年11月 | 《中柬科学技术合作协定》                                                                     |
| 2022年11月 | 《中柬关于防止盗窃、盗掘和非法进出境文化财产的协定》                                         |
| 2022年11月 | 《中国教育部与柬埔寨教育、青年和体育部关于合作开展柬埔寨中学中文教育合作项目的谅解备忘录》   |
| 2022年11月 | 《关于柬埔寨胡椒输华植物检疫要求的议定书》                                                   |
| 2022年11月 | 《关于加强在兽药、兽用生物制品和饲料添加剂领域合作的谅解备忘录》                             |
| 2022年11月 | 《关于推动柬中香蕉产业合作的谅解备忘录》                                                     |
| 2023年2月  | 《关于柬埔寨输华食用水生动物检疫和卫生要求议定书》                                           |
| 2023年2月  | 《中柬经贸合作行动计划（2023—2024年）》                                                      |
| 2023年2月  | 《中柬发展合作规划谅解备忘录（2023— 2025年）》                                               |
| 2023年10月 | 《中华人民共和国农业农村部与柬埔寨王国农林渔业部关于共建“鱼米走廊”联合工作机制的谅解备忘录》 |
| 2024年5月  | 《关于柬埔寨牛皮咬胶半成品输华的检疫和卫生要求议定书》                                       |

## 簽證

持中華人民共和國護照的中華人民共和國公民簽證要求分布圖：入境柬埔寨可以落地簽證、電子簽證。

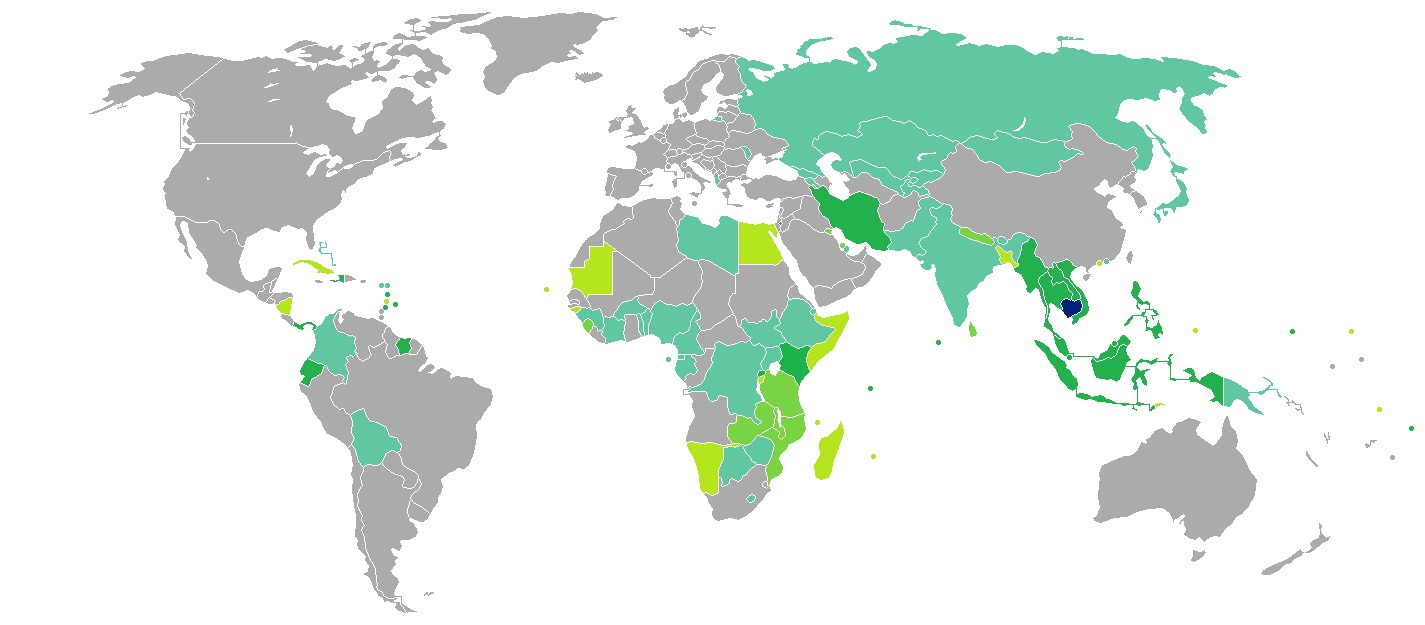
持柬埔寨護照的柬埔寨國民簽證要求分布圖：入境中華人民共和國需要簽證。

兩國國民皆須申請簽證方可入境對方國家。持有中華人民共和國護照的中華人民共和國公民可以落地簽證、電子簽證的方式入境柬埔寨。觀光簽證可停留1個月並可延長1個月、一般簽證可停留1個月至1年、過境簽證可停留5天、電子簽證可停留1個月。柬埔寨自2024年7月1日起實施電子入境卡（Cambodia e-Arrival Card, CeA Card）系統，需在入境前7天登入網站或下載CeA應用程式，填報入境與健康相關資訊。
自2015年5月28日起，包括柬埔寨在内的东盟10国旅游团（2人及以上），由广西桂林市旅游主管部门资质审定的旅游社组织接待，从桂林机场口岸整团入出境，可免办签证在桂林市行政区停留不超过6日。

## 交通

### 航空

#### 客運
2016年6月，柬埔寨国会通过了《中国-东盟航空运输协议》。
兩國有直航班機，雙邊航班來往的城市如下：
| 中华人民共和国 | 柬埔寨（按照都會區人口排列）                                |
| -------------- | ----------------------------------------------------------- |
| 北京           | 金邊（中国国际航空、柬埔寨航空）                            |
| 郑州           | 金邊（柬埔寨国家航空）                                      |
| 上海           | 金邊（中国东方航空、春秋航空、柬埔寨国家航空）              |
| 厦门           | 金邊（厦门航空）                                            |
| 广州           | 金邊（中国南方航空、柬埔寨国家航空） 西哈努克港（四川航空） |
| 深圳           | 金邊（中国南方航空、深圳航空、春秋航空、柬埔寨航空）        |
| 海口           | 金邊（柬埔寨国家航空）                                      |
| 昆明           | 金邊（中国南方航空） 吳哥（中国南方航空）                   |
| 昆明           | 金邊（中国南方航空） 吳哥（中国南方航空）                   |

### 驾车
中国人在柬驾车需持有当地驾照。除经柬主管部门审批同意外，原则上柬不允许外国注册车辆在柬行驶。

## 外交代表機構
- 中国在金邊設有大使館，並在暹粒、設有領事辦公室。
- 柬埔寨在北京設有大使館，並在上海、廣州、重慶、南寧、昆明、西安、海口、濟南和香港特別行政區設有總領事館。[34][35]

## 外部連結
- 中華人民共和國駐柬埔寨王國大使館官方網站（简体中文）（英文）
  - 中華人民共和國駐柬埔寨王國大使館經濟商務處官方網站（简体中文）